# División de Honor Plata de balonmano 2010-11
La División de Honor Plata de balonmano 2010-11 fue una temporada de la División de Honor Plata de balonmano en España.

## Clasificación final
| Pos | Equipo                          | J  | G  | E | P  | GF  | GC  | Dif  | Pts |
| --- | ------------------------------- | -- | -- | - | -- | --- | --- | ---- | --- |
| 1   | Octavio Pilotes Posada (D)      | 30 | 25 | 1 | 4  | 927 | 805 | +122 | 51  |
| 2   | Obearagón BM Huesca             | 30 | 20 | 4 | 6  | 902 | 836 | +66  | 44  |
| 3   | SD Teucro                       | 30 | 18 | 6 | 6  | 893 | 844 | +49  | 42  |
| 4   | Helvetia Anaitasuna             | 30 | 18 | 4 | 8  | 939 | 828 | +111 | 40  |
| 5   | Frigoríficos Morrazo Cangas (D) | 30 | 18 | 2 | 10 | 873 | 809 | +64  | 38  |
| 6   | FC Barcelona B (A)              | 30 | 16 | 2 | 12 | 858 | 813 | +45  | 34  |
| 7   | Pines BM Badajoz (A)            | 30 | 13 | 4 | 13 | 802 | 785 | +17  | 30  |
| 8   | BM Barakaldo                    | 30 | 14 | 2 | 14 | 847 | 866 | -19  | 30  |
| 9   | ARS Palma Naranja               | 30 | 12 | 4 | 14 | 897 | 825 | -28  | 28  |
| 10  | PRASA Pozoblanco                | 30 | 12 | 4 | 14 | 904 | 897 | +7   | 28  |
| 11  | Artepref Villa de Aranda        | 30 | 9  | 9 | 12 | 904 | 908 | -4   | 27  |
| 12  | Adelma Sinfín                   | 30 | 11 | 4 | 15 | 826 | 868 | -42  | 26  |
| 13  | Bidasoa Irún                    | 30 | 7  | 7 | 16 | 827 | 870 | -43  | 21  |
| 14  | Universidad de León Ademar (A)  | 30 | 8  | 4 | 18 | 895 | 948 | -53  | 20  |
| 15  | Grupo Pinta Torrelavega         | 30 | 7  | 5 | 18 | 781 | 835 | -54  | 19  |
| 16  | HV Ingenieros BM Almoradí       | 30 | 1  | 0 | 29 | 729 | 967 | -238 | 2   |

|  | Ascenso directo a Liga ASOBAL     |
|  | Play-off de ascenso a Liga ASOBAL |
|  | Descenso a Primera Nacional       |
|  | (D) Descendidos 2010              |
|  | (A) Ascendidos 2010               |

### Fase de ascenso (28 y 29/5/2011)
El equipo ganador de esta fase disputada en Huesca, asciende a la Liga ASOBAL 2011/12.
|  | Semifinales | Semifinales                 | Semifinales         |                     |                     | Final               | Final    | Final |  |
|  |             |                             |                     |                     |                     |                     |          |       |  |
|  |             |                             |                     |                     |                     |                     |          |       |  |
|  | 1           | Obearagón BM Huesca         | 37                  |                     |                     |                     |          |       |  |
|  | 1           | Obearagón BM Huesca         | 37                  |                     |                     |                     |          |       |  |
|  | 4           | Frigoríficos Morrazo Cangas | 34                  |                     |                     |                     |          |       |  |
|  | 4           | Frigoríficos Morrazo Cangas | 34                  |                     | Obearagón BM Huesca | Obearagón BM Huesca | 26 (5p.) |       |  |
|  |             |                             |                     |                     | Obearagón BM Huesca | Obearagón BM Huesca | 26 (5p.) |       |  |
|  |             |                             | Helvetia Anaitasuna | Helvetia Anaitasuna | 26 (4p.)            |                     |          |       |  |
|  | 3           | SD Teucro                   | Helvetia Anaitasuna | Helvetia Anaitasuna | 26 (4p.)            | 25                  |          |       |  |
|  | 3           | SD Teucro                   |                     |                     |                     | 25                  |          |       |  |
|  | 2           | Helvetia Anaitasuna         | 41                  |                     |                     |                     |          |       |  |
|  | 2           | Helvetia Anaitasuna         | 41                  |                     |                     |                     |          |       |  |
|  |             |                             |                     |                     |                     |                     |          |       |  |

### Resumen
|  | Campeón de Liga: Octavio Pilotes Posada                                                                                |
|  | Ascienden a Liga ASOBAL 2011/2012: Octavio Pilotes Posada y Obearagón BM Huesca                                        |
|  | Juegan Play-off de ascenso a ASOBAL: Obearagón BM Huesca, SD Teucro, Helvetia Anaitasuna y Frigoríficos Morrazo Cangas |
|  | Descienden a Primera Nacional: Universidad de León Ademar, Grupo Pinta Torrelavega y HV Ingenieros BM Almoradí         |
|  | Ascienden de Primera Nacional: Ángel Ximénez Puente Genil, Institut Balmes UE Sarriá y Medicentro Gijón                |